# 언니네트워크
언니네트워크는 대한민국의 여성단체이다. 2004년에 설립되었다.

## 활동
- 언니네: 대한민국 여성주의 커뮤니티 포털 사이트이다. 채널[넷], 지식놀이터, 광장, 자기만의 방, 살롱 등 주요 서비스를 제공한다.

- 페미니즘 캠프: 2004년 처음 시작해 매년 여름이면 열리는 여성들만의 캠프이다.

- 비혼여성축제: 비혼 이슈를 새로운 운동으로 확장하는 축제이다. 비혼인들의 지속 가능한 액션과 또 다른 공동체를 탐구하는 마당이다.

- 세가지색-감자모임: 여성주의 이슈를 발굴하고 나누는 토론회이다. 액션에 대한 다양한 아이디어를 모으고 실천할 수 있는 방법을 함께 모색하는 자리이다.

- 출판 프로젝트: 언니네 ‘자기만의 방’에서 많은 공감과 감동을 이끌어낸 글들을 묶은 <언니네 방>, <언니네방 2> 등이 있다. 특집글을 엮은 <언니네 태그놀이>, 에세이집 <언니들, 집을 나가다> 등을 출간하였다.

- 꼬매고 싶은 입: 여성 비하 망언·망발을 서슴지 않는 인사들의 입을 꿰매기 위한 안티 시상식이다. 2006년부터 매해 연말 해당 인물을 선정 발표한다. 언니네트워크는 한 해동안 사회적으로 영향력있는 인사들을 중심으로 여성을 비하하는 발언을 남긴 인물을 선정하여 재봉틀상(대상), 대바늘상, 본드상 등을 수여해왔다.[1][2]

| 연도   | 수상자                   | 수상 사유 |
| ------ | ------------------------ | --- |
| 2006년 | 최연희                   | "지난 2월24일 여기자 성추행 사건에 대해 항의하자 '식당주인인 줄 알았다'는 망언을 한 이후 최연희 의원을 옹호하는 사람들의 또다른 망언을 불러일으켰다" |
| 2007년 | 이명박                   | "얼굴이 덜 예쁜 여자들은 서비스도 좋고" |
| 2008년 | 오준근 청주지방법원 판사 | 지적장애 여성 청소년을 수년 동안 성폭행한 가족·친척들에게 ‘피해자를 돌봐 온 공이 있고 앞으로도 피해자를 돌봐 줘야 한다’는 취지로 집행유예를 선고 |
| 2009년 | 이명박 대통령            | 지난 6월 아이낳기 좋은세상 운동본부 출범식에서 "(아이 키우느라 자신이) 희생될 수 없다는 당당한 사고를 가진 여성분이 많은데…자아실현도 중요하지만 아이를 기르면서 느끼는 행복감도 크다" |
| 2010년 | 강용석 국회의원          | 지난 7월, 아나운서를 지망하는 한 여학생에게 “다 줄 생각을 해야 하는데 그래도 아나운서를 할 수 있겠느냐”라고 물어 사회적 논란과 아나운서들의 분노를 일으켰다. 뿐만 아니라 지난해 청와대를 방문했던 여대생에게 “그때 대통령이 너만 보더라. 옆에 사모님(김윤옥 여사)이 없었으면 네 번호도 따갔을 것”이라는 발언도 서슴지 않았다. |
| 2011년 | 김형오 국회의장          | 지난 8월 국회 본회의에서 ‘너희 가운데 죄 없는 자 이 여인에게 돌을 던지라’는 성경 문구를 인용한 뒤 “여러분은 강의원에게 돌을 던질 수 있나요? 저는 그럴 수 없습니다”라며 강용석 의원을 두둔 하는 발언으로 ‘형제애’를 과시 |

## 출판물
- 언니네트워크. 《언니네 방1》. 갤리온. 2006년. ISBN 8901056356
- 언니네트워크. 《언니네 방2》. 갤리온. 2007년. ISBN 8901064537
- 언니네트워크. 《언니네 태그놀이》. 또하나의문화. 2008년. ISBN 9788985635806
- 언니네트워크. 《언니들 집을 나가다》. 에쎄. 2009년. ISBN 9788996215592